# Thom Barry
Thom Barry (Cincinnati, 6 december 1950) is een Amerikaanse acteur, vooral bekend door zijn rol als detective Will Jeffries in de televisieserie Cold Case sedert de eerste aflevering in 2003.
Behalve zijn zeer omvangrijke filmografie, ontbreekt veel persoonlijke informatie over Thom Barry. Zeer ongebruikelijk is dat voor een acteur die zo een indrukwekkende staat van dienst heeft.

## Filmografie
- The Mannsfield 12 (2007): Officier Evans
- Love... & Other 4 Letter Words (2007): Talk Show spreker
- Time Out (2004): Benson
- Curb Your Enthusiasm (2004): Golf Starter
- 2 Fast 2 Furious (2003): Agent Bilkins
- Cold Case (2003 – heden): Detective Will Jeffries
- The West Wing:  Congresman Mark Richardson
- The Practice: rechter Watson
- Without a Trace (2002): Frankie
- The President's Man: A Line in the Sand (2002): Generaal Gates
- Any Day Now (2002): Lyle Wakefield
- The Education of Max Bickford: Garvis
- The Fast and the Furious (2001): Agent Bilkins
- Family Law (2000)
- The Wild Thornberrys
- The Pretender (2000): Leonard
- The Expendables (2000): Tyler
- Rules of Engagement (2000): Generaal West
- Get Real (2000): Detective Oberg
- Martial Law
- Guys Like Us (1998): Franklin Harris
- Major League: Back to the Minors (1998): Frank 'Pops' Morgan
- Profiler (1998): Gouverneur van Ohio
- JAG (1998): Militaire rechter
- NYPD Blue (1997): Barbediende
- Soldier of Fortune, Inc. (1997): Chef Moret
- Steel (1997): Sgt. Marcus
- Alien Nation: The Udara Legacy (1997): Moore
- Air Force One (1997): Ramstein
- Beyond Belief: Fact or Fiction (1997): Cal
- Diagnosis Murder (1997): Capt. Phil Bryant
- Mousehunt (1997): Dokter
- Riot (1997): Fred Baker
- The Incredible Hulk (1996): Agent Gabriel Jones
- Ghosts of Mississippi (1996): Bennie Thompson
- Living Single (1996): Mark
- Space Jam (1996): James Jordan
- High School High (1996): leraar
- Dangerous Minds (1996): John Raye
- Common Law (1996): Charlie
- Babylon 5 (1996): onderhoudsman
- Independence Day (1996): techniker
- The Client (1996): rechter
- ER (1996): T-Ball
- The Fresh Prince of Bel-Air (1995): Cop
- The American President (1995): wacht
- Seinfeld (1995)
- Space: Above and Beyond (1995): mecanicien
- White Man's Burden (1995): Landeigenaar
- Apollo 13: (1995)
- Congo (1995): Samahani
- Martin (1995): schoonmaker
- Chicago Hope: Walter